# Борисов Вадим Валерійович
Вади́м Вале́рійович Бори́сов (нар. 21 травня 1965, Київ) — український скрипаль і педагог. Народний артист України (2015).

## Життєпис
Закінчив Київську дитячу музичну школу № 24.
1984 — закінчив Київське музичне училище ім. Рейнгольда Глієра (клас Олександра Сачука).
1991 — закінчив Київську консерваторію імені Петра Чайковського (клас Олександра Панова; в квартетному класі займався у Леонтія Краснощока).
1990—1992 — працював у Національному симфонічному оркестрі України.
1989 року струнний квартет (Вадим Борисов, Сергій Вовкотруб, Інна Бутрій, Ганна Нужа) під керівництвом Леонтія Краснощока здобув III премію на Всесоюзному конкурсі студентських струнних квартетів у Москві.
З 1992 — концертмейстер Київського камерного оркестру Національної філармонії.
1991—1993 — викладач класу квартету, з 2005 року — доцент кафедри струнно-смичкових інструментів Київської консерваторії. Серед його учнів: лауреати Міжнародних конкурсів у Швейцарія й Італії: Кирило Шарапов, Тарас Яропуд, Андрій Чоп, Юрій Погорецький; лауреати Міжнародного конкурсу ім. Д. Бортнянського: Аліса Рубанова, Ірина Цуканова, Марта Дейчаківська, Артем Полуденний.
2001 року був концертмейстером оркестру Національного академічного театру опери та балету України імені Тараса Шевченка, помічником Сергія Шотта.
Згодом — соліст і концертмейстер симфонічного оркестру Національної філармонії України та помічник диригента Київського камерного оркестру.
Виступав у Бельгії, Італії, Нідерландах, Німеччині, Португалії, Південній Кореї, США, Туреччині, Швейцарії та ін. У США став одним з переможців міжнародного проекту YouTube Symphony Orchestra.

## Визнання
- 1996 — заслужений артист України
- 2015 — народний артист України